# 陈家贵
陈家贵（1919年5月—2016年12月23日），陕西褒城县人，中华人民共和国军事将领。

## 生平
1934年1月参加中国工农红军，1938年7月加入中国共产党。历任第二野战军13军37师111团团长，参加了云南战役及对中越战争，担任昆明军区副司令员。1955年被授予大校军衔。曾荣获二级八一勋章、二级独立自由勋章、二级解放勋章。1988年被授予二级红星功勋荣誉章。2016年12月23日，去世。